# Jastrzębia (powiat tarnowski)
Jastrzębia – wieś w Polsce, położona w województwie małopolskim, w powiecie tarnowskim, w gminie Ciężkowice, w dolinie potoku Jastrzębianka oraz na okolicznych wzniesieniach Pogórza Rożnowskiego, najwyższe z nich to Rosulec (516 m), zwany też Jastrzębią Górą.
| SIMC    | Nazwa         | Rodzaj    |
| ------- | ------------- | --------- |
| 0815430 | Borys         | część wsi |
| 0815446 | Budzyń        | część wsi |
| 0815452 | Dwór          | część wsi |
| 0815469 | Góry          | część wsi |
| 0815475 | Koło Kościoła | część wsi |
| 0815481 | Lipki         | część wsi |
| 0815498 | Łazy          | część wsi |
| 0815506 | Nowy Świat    | część wsi |
| 0815512 | Podlas        | część wsi |
| 0815529 | Podoliny      | część wsi |
| 1050862 | Pogórze       | część wsi |

W latach 1954–1972 wieś należała i była siedzibą władz gromady Jastrzębia. W latach 1975–1998 miejscowość należała administracyjnie do województwa tarnowskiego.
Na terenie cmentarza parafialnego znajduje się pomnik nagrobny, upamiętniający płk. Piotra Skarbek-Białobrzeskiego (weterana wojen napoleońskich), Jana Wójcickiego, Juliana Niemyskiego i Jana Kantego Wodzińskiego, zamordowanych 22 lutego 1846 r. w tutejszym dworze przez uczestników rabacji galicyjskiej. 
Jastrzębia to wieś, którą można nazwać lokalną stolicą folkloru. A to za sprawą zespołu ludowego „Pogórzanie” założonego przez Mieczysława Króla w 1968 roku i który rozsławia tradycje regionalne niemal na całym świecie. W 2006 roku powstał również zespół ludowy „Mali Jastrzębianie”, który prezentuje folklor regionu Pogórza Ciężkowickiego, którego tańce, pieśni i przyśpiewki, a także zabawy tworzą niepowtarzalny klimat na scenie. Oba te zespoły odnoszą duże sukcesy artystyczne na przeglądach regionalnych, ogólnopolskich i nie tylko.
Jak również co roku w pierwszą niedzielę sierpnia w Jastrzębi odbywa się „Święto Wsi – przegląd obrzędów ludowych”. Impreza ma zdecydowanie charakter folklorystyczny, artyści prezentują zapomniane już czasem obrzędy i tradycje ludowe – wesele, wyskubki, gawędy oraz muzykę ludową.

## Zabytki
Obiekty wpisane do rejestru zabytków nieruchomych województwa małopolskiego.
- Kościół parafialny pw. św. Bartłomieja z otoczeniem w obrębie ogrodzenia;
- kapliczka przydrożna.

## Przypisy

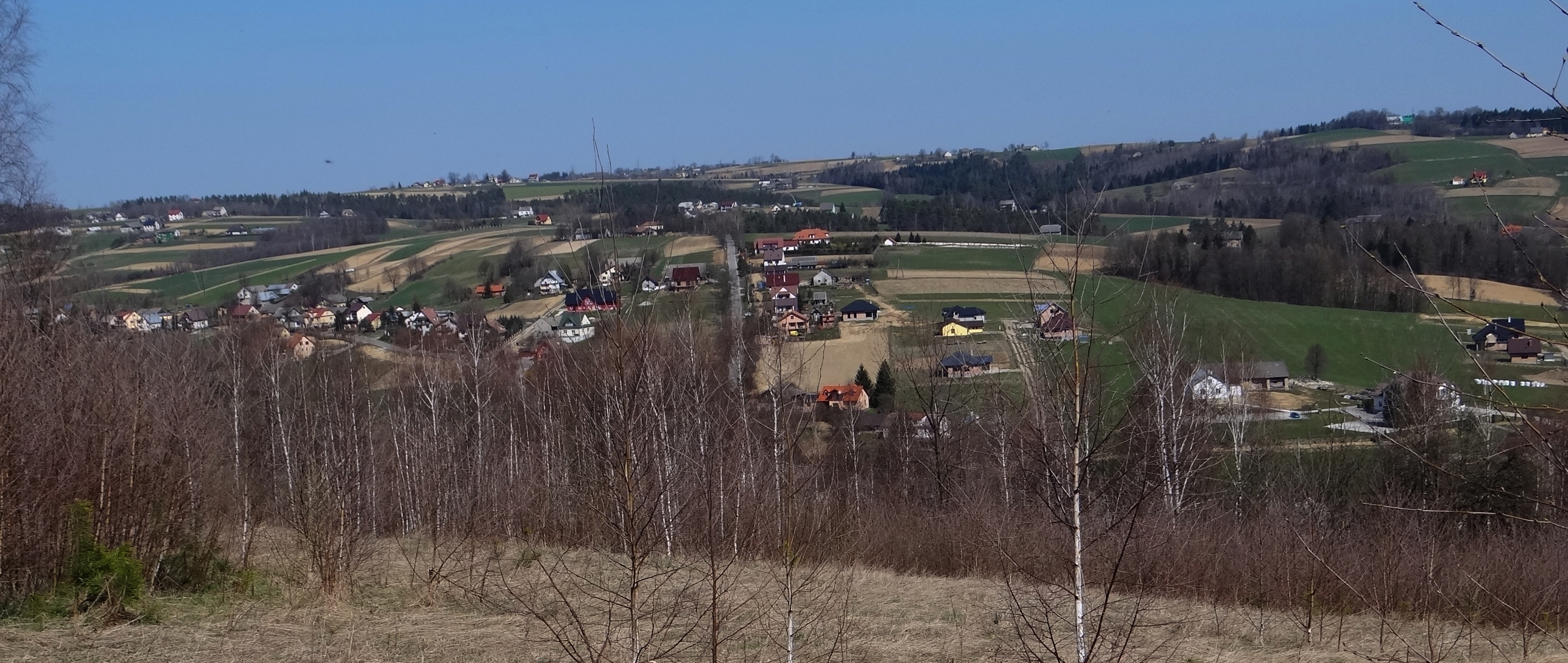
Ogólny widok miejscowości
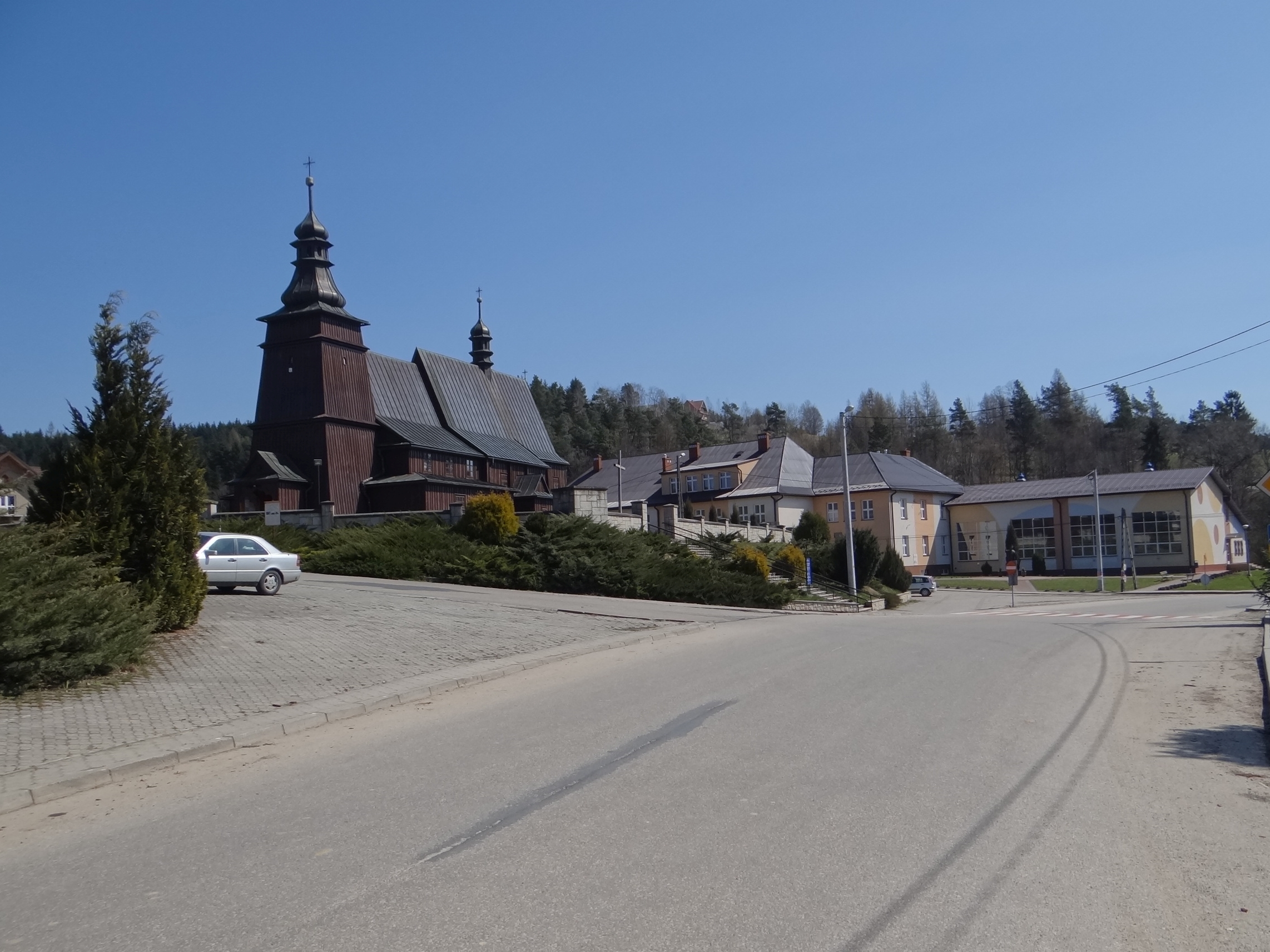
Centrum Jastrzębiej